# Krakiai
Krakiai (pol. Kroki) – wieś na Litwie położona w okręgu telszańskim, w rejonie możejskim, 5 km na południowy wschód od Możejek, na prawym brzegu Windawy. Według danych z 2011 roku we wsi mieszkało 621 osób.
Pierwsze wzmianki o wsi pojawiły się w 1661.
W miejscowości znajduje się punkt medyczny i szkoła podstawowa.